# Rzepniów
Rzepniów (ukr. Ріпнів) – wieś w obwodzie lwowskim, w rejonie złoczowskim na Ukrainie.
W II Rzeczypospolitej gmina wiejska. Od 1 sierpnia 1934 r., w ramach reformy scaleniowej, stała się częścią gminy Milatyn Nowy w powiecie kamioneckim.
Do 2020 w rejonie buskim. 

## Położenie
Według Słownika geograficznego Królestwa Polskiego i innych krajów słowiańskich: Rzepniów to wieś w powiecie Kamionka Strumiłowa, położona 22 km na południowy wschód od Kamionki Strumiłowej i 9 km na północny zachód od Buska.